# Marianka Mroczeńska
Marianka Mroczeńska – wieś w Polsce położona w województwie wielkopolskim, w powiecie kępińskim, w gminie Baranów. Leży ok. 5 km na południe od Kępna i liczy ok. 0,2 tys. mieszkańców. Większość mieszkańców prowadzi gospodarstwa rolne. Znajdują się w niej trzy zakłady meblowe, sklep spożywczy oraz szkółka drzew i krzewów ozdobnych wraz z punktem sprzedaży i sklepem internetowym. W Mariance Mroczeńskiej działa Ochotnicza Straż Pożarna i Koło Gospodyń Wiejskich. Wierni wyznania rzymskokatolickiego należą do parafii Niepokalanego Poczęcia NMP w Grębaninie.
W latach 1975–1998 miejscowość należała administracyjnie do województwa kaliskiego.